# Rudolf Maria Koppmann
Rudolf Johannes Maria Koppmann OMI (né le 18 janvier 1913 à Essen et mort le 24 juin 2007 à Hünfeld) est un ecclésiastique allemand qui fut missionnaire et vicaire apostolique de Windhoek en Afrique du Sud-Ouest.

## Biographie
Rudolf Maria Koppmann entre à l'âge de vingt ans en 1933 chez les oblats de Marie-Immaculée dont le noviciat se trouve au couvent de Maria Engelport. Il est ordonné prêtre en 1938 par Mgr Johannes Dietz, alors évêque coadjuteur de Fulda. Il est envoyé en 1939 comme missionnaire en Namibie. Il est nommé en 1957 par Pie XII évêque titulaire de Dalisandus-en-Pamphylie (de)  et vicaire apostolique coadjuteur de Windhoek. Il est consacré à Hünfeld par Mgr Joseph Gotthardt (OMI), vicaire apostolique de Windhoek. Mgr Koppmann est vicaire apostolique en Namibie de 1957 à 1980. Afin de couvrir les immense étendues de son territoire semi-désertique, il apprend à piloter un avion. Il peut rendre visite à ses ouailles avec un Dornier Do 27. De 1962 à 1965, il prend part au concile Vatican II.
De 1982 à 1993, il est aumônier et directeur spirituel des bénédictines missionnaires de Tutzing dans leur maison-mère. Il prend sa retraite en 1993 au couvent Saint-Boniface des oblats. Il y fête en 2007 son jubilé cinquantenaire épiscopal en 2007. Rudolf Maria Koppmann est enterré au cimetière des oblats du couvent Saint-Boniface d'Hünfeld.

## Distinctions
- 1983: Ordre du Mérite de 1re classe de la République fédérale d'Allemagne

## Source de la traduction
- (de) Cet article est partiellement ou en totalité issu de l’article de Wikipédia en allemand intitulé « Rudolf Maria Koppmann » (voir la liste des auteurs).